# 久保田紗友
久保田紗友（日语：／ Kubota Sayu；2000年1月18日—）是日本女演員，出身自北海道。

## 作品列表

### 電視劇
- 模仿犯（2016年9月21日－9月22日，東京電視台）：飾演
- 命運般的戀愛（2016年9月23日－11月11日，NHK）：飾演
- 醫療小組達文西女士的診斷 第3話（2016年10月25日，關西電視台）：飾演 長瀨理惠
- 別嬪小姐（2017年1月12日－4月1日，NHK）：飾演 山本（河合）五月
- 4號警備（2017年4月8日－5月20日，NHK）：飾演 松下楓
- 過度保護的加穗子（2017年7月12日－9月13日，日本電視台）：飾演 富田糸
- 這個世界的角落（2018年7月15日－9月16日，TBS）：飾演 浦野澄
- Legal V～前律師·小鳥遊翔子～ 第8、9集（2018年12月6日、13日，朝日電視台）：飾演 守屋未久
- 左撇子艾倫（2019年10月21日－12月23日，MBS）：飾演 園宮千晶
- 在深灰色的箱子中（2020年2月8日－3月15日，朝日電視台）：飾演 桜井美羽，主演
- M 為了心愛的人（2020年4月18日－7月4日，朝日電視台）：飾演 玉木理沙
- 默默奉獻的灰姑娘 ～醫院藥劑師的處方箋～ 第4、5話（2020年8月6日、13日，富士電視台）：飾演 辰川樹里
- 未解決之女～警視廳文書捜査官～ 第2季第4集（2020年8月27日，朝日電視台）：飾演 佐田彩子
- 消除老師的方程式。（2020年10月31日－12月19日，朝日電視台）：飾演 長井弓
- 鐵證懸案～真相之門～ 第3季第6集（2021年1月，WOWOW）：飾演 牧村美里（年輕時）
- Oh! My Boss!戀愛在別冊（2021年1月12日－3月16日，TBS）：飾演 和泉遙
- 堀與宮村（2021年2月17日－3月31日，MBS）：飾演 堀京子，主演（跟鈴鹿央士雙人主演）
- 武士助手逢坂君！（2021年7月26日－9月28日，日本電視台）：飾演
- 我的姊姊（2021年9月24日，Amazon Prime Video；2022年，東京電視台）：飾演 真田美穗子
- 與雪女同行吃蟹（2022年7月8日－9月23日，東京電視台）：飾演 瑪麗亞
- 朋友遊戲R4（2022年7月23日－9月10日，朝日電視台）：飾演 澤良宜志法
- 想踢心儀男子的女子（2023年1月14日－3月18日，朝日電視台）：飾演 増田すず
- 便當店老闆的款待（2023年2月25日－3月18日，北海道電視台）：飾演 小鹿千春
  - 便當店老闆的款待2（2024年1月13日－2月3日）
- 費馬的料理（2023年10月20日－12月22日，TBS）：飾演 武藏神樂
- 豈有此理〜蔦重繁華如夢故事〜（2025年1日－，NHK）：飾演 松の井

### 電影
- 我的朋友很少（2014年2月1日）：飾演 羽瀨川小鳩
- 疾風迴旋曲（2016年11月26日）：飾演 山崎育美
- 說再見前的30分鐘（2020年1月24日）：飾演 村瀨加奈，女主角
- 堀與宮村（2021年2月5日）：飾演 堀京子，主演（跟鈴鹿央士雙人主演）
- （2021年5月21日）：飾演 ，主演（跟紺野彩夏雙人主演）

## 外部連結
- 經紀公司個人資料頁面，存于（日語）
- 久保田紗友的X（前Twitter）
- 久保田紗友的Instagram帳戶